# Arisaema formosanum
Arisaema formosanum là một loài thực vật có hoa trong họ Ráy (Araceae). Loài này được (Hayata) Hayata mô tả khoa học đầu tiên năm 1915.